# Aleksandr Pierieżogin
Aleksandr Walerjewicz Pierieżogin (ros. Александр Валерьевич Пережогин; ur. 10 sierpnia 1983 w Ust'-Kamienogorsku, Kazachska SRR) – rosyjski hokeista pochodzenia kazachskiego, reprezentant Rosji.

## Kariera
- Awangard Omsk (1998-2001)
- Mostowik Kurgan (2001-2002)
- Awangard Omsk (2002-2003)
- Hamilton Bulldogs (2003-2004)
- Awangard Omsk (2004-2005)
- Hamilton Bulldogs (2005)
- Montreal Canadiens (2005-2007)
- Saławat Jułajew Ufa (2007-2010)
- Awangard Omsk (2010-2018)

Wychowanek klubu Torpedo Ust'-Kamienogorsk. Od maja 2010 po raz czwarty w karierze był zawodnikiem
Awangardu Omsk. W maju 2012 przedłużył kontrakt o cztery lata. W październiku 2018 zakończył karierę zawodniczą.
Uczestniczył w turniejach mistrzostw świata juniorów do lat 18 edycji 2001, mistrzostw świata juniorów do lat 20 edycji 2002, 2003, seniorskich mistrzostw świata w 2009, 2012, 2013.
Od czerwca 2011 posiada także licencję trenerską. Jego brat Wiktor (ur. 1992) także został hokeistą.

## Sukcesy
Reprezentacyjne
- Złoty medal mistrzostw świata juniorów do lat 18: 2001
- Złoty medal mistrzostw świata juniorów do lat 20: 2002, 2003
- Złoty medal mistrzostw świata: 2009, 2012

Klubowe
- Złoty medal mistrzostw Rosji: 2008 z Saławatem Jułajew Ufa
- Puchar Mistrzów: 2005 z Awangardem Omsk
- Puchar Nadziei: 2014 z Awangardem Omsk

Indywidualne
- Puchar Spenglera 2007:
  - Pierwsze miejsce w klasyfikacji kanadyjskiej turnieju: 6 punktów
- KHL (2008/2009):
  - Trzecie miejsce w klasyfikacji +/- w sezonie zasadniczym: +34
- KHL (2011/2012):
  - Piąte miejsce w klasyfikacji strzelców w fazie play-off: 8 goli
  - Cztery miejsce w klasyfikacji strzelców zwycięskich goli w fazie play-off: 3 gole
  - Nagroda Żelazny Człowiek – najwięcej rozegranych meczów w ostatnich trzech sezonach: 208
- Mistrzostwa Świata w Hokeju na Lodzie 2012/Elita:
  - Pierwsze miejsce w klasyfikacji +/- turnieju: +16 (ex aequo)
  - Pierwsze miejsce w klasyfikacji zwycięskich goli: 2 (ex aequo)
- KHL (2012/2013):
  - Mecz Gwiazd KHL[4]
- KHL (2013/2014):
  - Najlepszy napastnik turnieju o Puchar Nadziei[5]

Wyróżnienie
- Zasłużony Mistrz Sportu Rosji w hokeju na lodzie: 2011